# Trafiken.nu
Trafiken.nu är en trafikportal med samlad och aktuell trafikinformation för Sveriges storstadsområden. På webbplatsen kan resenärer och trafikanter planera en resa eller ta reda på hur trafiksituationen ser ut för närvarande, oavsett trafikslag. 
På Trafiken.nu presenteras bland annat aktuella störningar, planerade vägarbeten och trafikstörande evenemang. 
Trafiken.nu finns i Stockholm och Göteborg och är ett samarbete mellan: 
Stockholm
- Trafikverket
- Stockholms Stad, Trafikkontoret
- Storstockholms Lokaltrafik (SL)

Göteborg
- Trafikverket Region Väst
- Göteborgs Stad Trafikkontoret
- Västtrafik